# حسام عوار
حسام عوار (فرانسوی: Houssem Aouar‎؛ زادهٔ ۳۰ ژوئن ۱۹۹۸) بازیکن فوتبال اهل فرانسه است که برای باشگاه الاتحاد بازی می‌کند.
از باشگاه‌هایی که در آن بازی کرده‌است می‌توان به لیون و رم اشاره کرذ.

## آمار ملی

### بازی‌های ملی
تا تاریخ ۲۳ ژانویه ۲۰۲۴
| فرانسه  | فرانسه | فرانسه | فرانسه |
| سال     | بازی   | گل     | پاس گل |
| ------- | ------ | ------ | ------ |
| ۲۰۲۰    | ۱      | ۰      | ۲      |
| مجموع   | ۱      | ۰      | ۲      |
| الجزایر |        |        |        |
| سال     | بازی   | گل     | پاس گل |
| ۲۰۲۳    | ۵      | ۲      | ۰      |
| ۲۰۲۴    | ۴      | ۰      | ۰      |
| مجموع   | ۹      | ۲      | ۰      |

### گل‌های ملی
| شماره | تاریخ         | میزبان  | بازی ملی | حریف    | نتیجه | رقابت   |
| ----- | ------------- | ------- | -------- | ------- | ----- | ------- |
| ۱     | ۱۲ اکتبر ۲۰۲۳ | قسنطینه | ۳        | کیپ ورد | ۵–۱   | دوستانه |
| ۲     | ۱۲ اکتبر ۲۰۲۳ | قسنطینه | ۳        | کیپ ورد | ۵–۱   | دوستانه |